# FA Charity Shield 1993
Lo FA Charity Shield 1993, noto in italiano anche come Supercoppa d'Inghilterra 1993, è stata la 71ª edizione della Supercoppa d'Inghilterra.
Si è svolto il 7 agosto 1993 al Wembley Stadium di Londra tra il Manchester United, vincitore della FA Premier League 1992-1993, e l'Arsenal, vincitore della FA Cup 1992-1993.
A conquistare il titolo è stato il Manchester United che ha vinto per 5-4 ai rigori dopo l'1-1 dei tempi regolamentari.

## Partecipanti
| Squadre        | Qualificazione                              | Partecipazioni precedenti (il grassetto indica la vittoria)                       |
| -------------- | ------------------------------------------- | --------------------------------------------------------------------------------- |
| Manchester Utd | Vincitore della FA Premier League 1992-1993 | 13 (1908, 1911, 1948, 1952, 1956, 1957, 1963, 1965, 1967, 1977, 1983, 1985, 1990) |
| Arsenal        | Vincitore della FA Cup 1992-1993            | 12 (1930, 1931, 1933, 1934, 1935, 1936, 1938, 1948, 1953, 1979, 1989, 1991)       |

## Tabellino
| Arbitro: | Gerald Ashby |

|                                       |                      |                                                 |
| Hughes 8’                             | Marcatori            | 40’ Wright                                      |
| Ince Bruce Irwin Keane Cantona Robson | Tiri di rigore 5 – 4 | Winterburn Jensen Campbell Merson Wright Seaman |

### Formazioni
| Manchester Utd: |    |                    |  |     |
|                 |    |                    |  |     |
| P               | 1  | Peter Schmeichel   |  |     |
| D               | 2  | Paul Parker        |  |     |
| D               | 4  | Steve Bruce (c)    |  |     |
| D               | 6  | Gary Pallister     |  |     |
| D               | 3  | Denis Irwin        |  |     |
| C               | 5  | Andrej Kančel'skis |  |     |
| C               | 8  | Paul Ince          |  |     |
| C               | 9  | Roy Keane          |  |     |
| C               | 11 | Ryan Giggs         |  | 68’ |
| A               | 7  | Éric Cantona       |  |     |
| A               | 10 | Mark Hughes        |  |     |
| A disposizione: |    |                    |  |     |
| P               | 13 | Les Sealey         |  |     |
| C               | 12 | Bryan Robson       |  | 68’ |
| C               | 18 | Darren Ferguson    |  |     |
| C               |    | Lee Sharpe         |  |     |
| A               |    | Brian McClair      |  |     |
| Allenatore:     |    |                    |  |     |
| Alex Ferguson   |    |                    |  |     |

| Arsenal:      |    |                  |  |     |
|               |    |                  |  |     |
| P             | 1  | David Seaman     |  |     |
| D             | 2  | Lee Dixon        |  | 46’ |
| D             | 5  | Andy Linighan    |  |     |
| D             | 6  | Tony Adams (c)   |  |     |
| D             | 3  | Nigel Winterburn |  |     |
| C             | 11 | John Jensen      |  |     |
| C             | 4  | Paul Davis       |  |     |
| C             | 9  | Paul Merson      |  |     |
| C             | 10 | Anders Limpar    |  | 74’ |
| A             | 8  | Ian Wright       |  |     |
| A             | 7  | Kevin Campbell   |  |     |
| Sostituzioni: |    |                  |  |     |
| D             | 14 | Martin Keown     |  | 46’ |
| C             |    | Eddie McGoldrick |  | 74’ |
| Allenatore:   |    |                  |  |     |
| George Graham |    |                  |  |     |